# المذنبات في الخيال

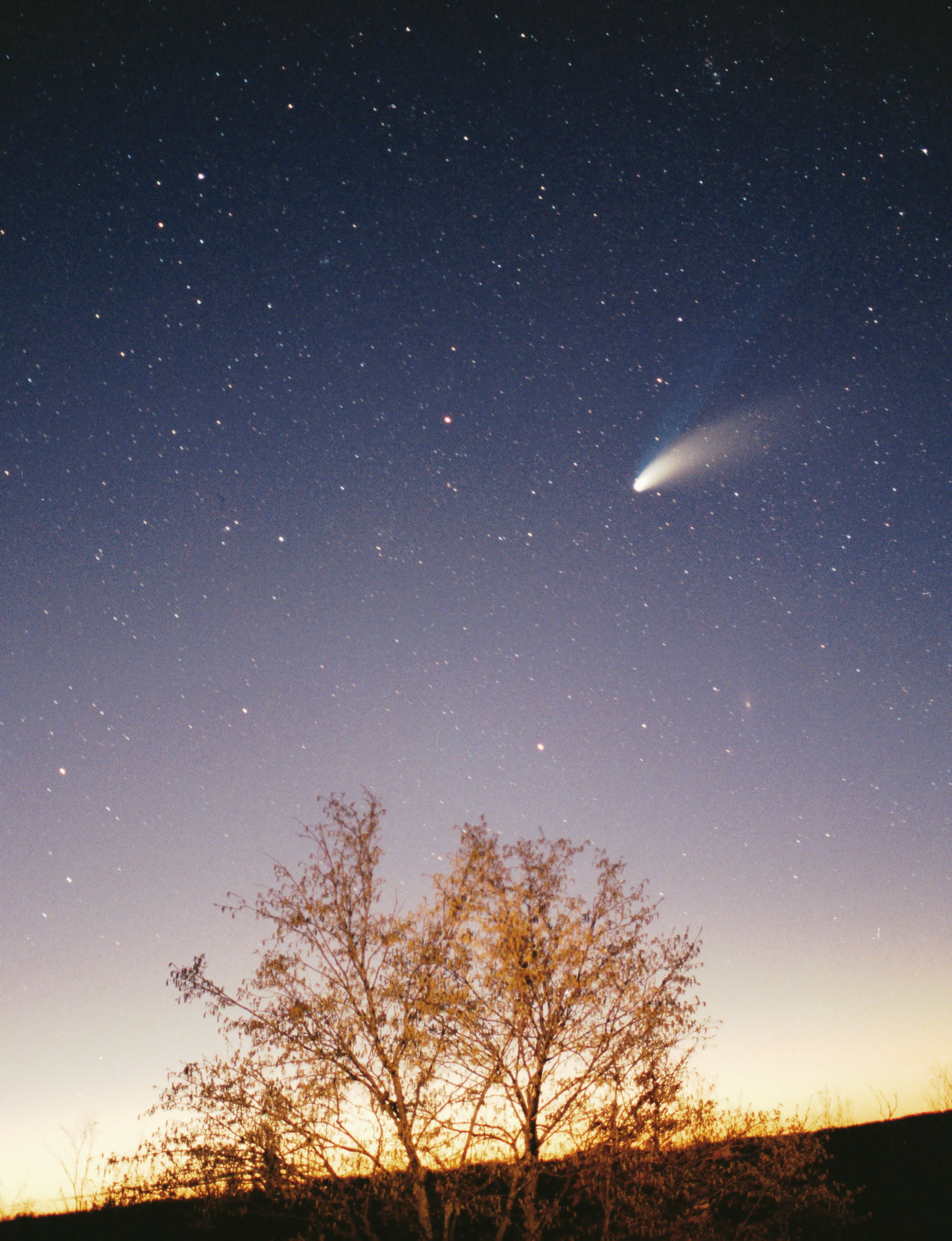
مذنب هيل-بوب شوهد في سماء كرواتيا 1997.

ظهرت المذنبات على مر العصور في العديد من الأعمال الخيالية في الأوقات المبكرة كان يُنظر إليها على أنها نواقل إما تحدث كارثية أو تحدث تغيير تاريخي كبير ومع ازدياد معرفة المذنبات صورت ليس فقط كرموز بل كقوى بحد ذاتها قادرة على التسبب في كارثة في الآونة الأخيرة وصفت على أنها وجهات للمسافرين في الفضاء.

## الأدب
في رواية غريغوري بنفورد وديفيد برين، «قلب المذنب» (1986)، استعمر فريق متعدد الجنسيات مذنب هالي، حيث بنى موطنًا في الجليد. رواية آرثر سي كلارك «2061: أوديسي ثري» (1987) تتضمن وصفاً مفصلاً لمهمة مأهولة إلى هاليز تتناول القصة القصيرة لـ Comet.Spider Robinson «هدايا القاضي» محاكمة امرأة غيّرت مدار مذنب هالي في محاولة لإنقاذ حياة صديقها كليمنت صامويل، الذي يعتقد أنه مثل صامويل كليمنس (المعروف أيضًا باسم مارك تواين، بعد ولادته خلال ظهور واحد للمذنب، كان محكوماً عليه أن يموت في فترة ما بعده. رواية مارجان برينان A Star Shall Falltreats the Great Fire of London كخليقة تنين، والتي تم نفيها إلى مذنب هالي، تعود في 1759، مهددة بدمار لندن.
في التلفاز
في حلقة نفق الوقت بعنوان «نهاية العالم» (1966)، تعود الشخصيات الرئيسية إلى عام 1910 وتشهد الهستيريا الناتجة عن المذنب. تصور هذه الحلقة الناس خائفين من الاصطدام مع المذنب بدلاً من «الغاز السام» من ذيل المذنب. في حلقة فوتثرما «طعم الحرية» (22 ديسمبر 2002)، يذكر أن الأرض كانت تخوض حربًا «لاستعادة مذنب هالي». كما تم استخراج المذنب هالي لثلج الماء

## الموسيقى
يتضمن ألبوم ماري شابين كاربنتر "Shooting Straight in the Dark" أغنية «عندما هالي كامي إلى جاكسون»، وهي تروي طفلاً ولد في عام 1910، وبقي على قيد الحياة حتى ظهوره عام 1986، وكان يشاهد المذنب من شرفة والديها.